# Triángulo de Ilemi

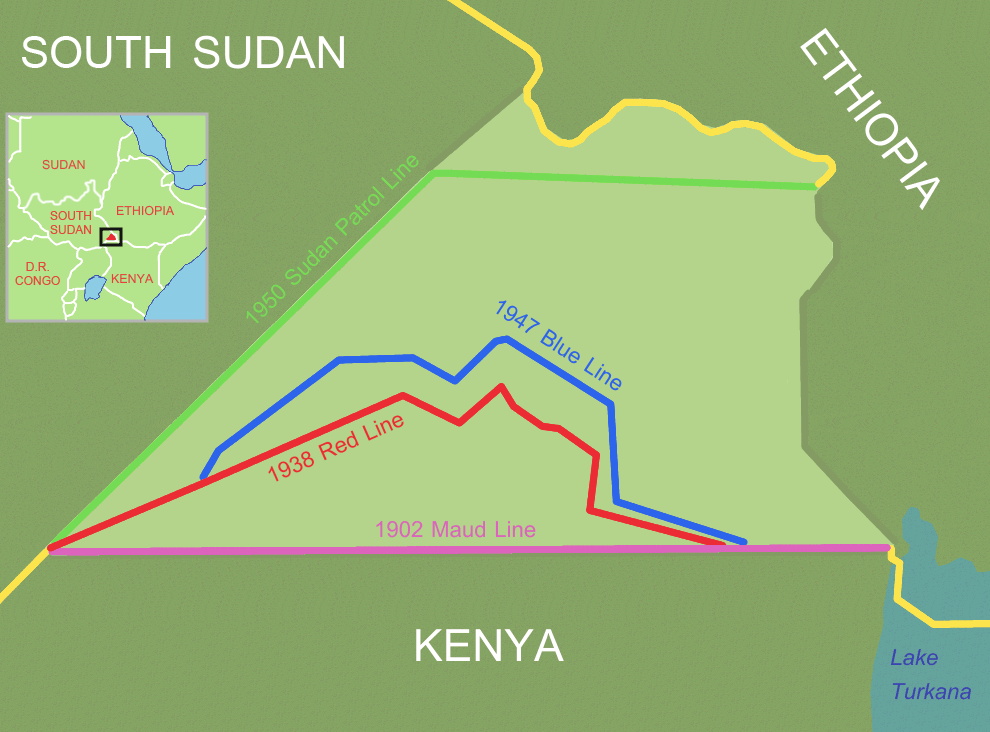

El Triángulo de Ilemi es un territorio en disputa situado en África del Este, entre las fronteras de Etiopía, Sudán del Sur y Kenia, teniendo este último el control de la zona. El triángulo ocupa una extensión entre 14.000 y 10.320 kilómetros cuadrados. El conflicto proviene de la era colonial, debido a lo confuso de los tratados territoriales. La población se compone de etnias como los turkana, didinga, toposa, dassanetch y nyangatom. La marginalidad económica de la zona, unida a la inestabilidad constante de los gobiernos de la región ha retrasado la resolución del conflicto.